# Manuel Fal Conde
Manuel Fal Conde (Higuera de la Sierra, 10 agosto 1894 – Siviglia, 20 maggio 1975) è stato un avvocato e politico spagnolo.
Capo delegato della Comunione Tradizionalista Carlista tra il 1935 e il 1955. Ha ricoperto i titoli (concessi da Carlo Ugo di Borbone-Parma) del Duca di Quintillo, Grande di Spagna e cavaliere dell'Ordine della Legittimità Proscritta.

## Biografia
Nato nella città di Higuera de la Sierra, ha studiato giurisprudenza a Siviglia e Madrid. Fervente cattolico, aderì al Partito Integrista nel 1930. Quando si fuse con la Comunione Tradizionalista Carlista, Fal Conde dimostrerebbe la sua capacità organizzativa e la sua volontà di assumere il ruolo di leader, ponendosi a capo della Comunione nell'Andalusia occidentale, dando priorità ai giovani e alle milizie (il requeté) e promuovere il settimanale El Observador de Sevilla. Ha partecipato alla rivolta di Sanjurjo dell'agosto 1932, per il quale fu incarcerato per tre mesi. L'Andalusia era una regione poco fervente nel carlismo ottocentesco. La debolezza del carlismo era fondamentalmente basata sullo scarso sostegno che avevano nelle province meridionali della Spagna.
All'inizio del 1932 si verifica in Andalusia un'autentica esplosione tradizionalista, supportata da un'intensa opera di proselitismo e propaganda. Questo boom è stato sorprendente per molti, perché durante il XIX secolo il carlismo non aveva quasi avuto forza in Andalusia e nella parte meridionale della Spagna.
Nel 1933 furono eletti quattro deputati carlisti in Andalusia, tanti quanti quelli ottenuti in Navarra, feudo tradizionale del carlismo. A Vizcaya e Álava, il Carlismo ottenne altri due deputati. L'Andalusia iniziò ad essere chiamata "la Navarra del sud". Durante questo secondo biennio della Repubblica prende forma la sua leadership all'interno del carlismo. Nel novembre 1933 fu nominato capo del carlismo in tutta l'Andalusia. Nel 1934 Alfonso Carlo lo nominò segretario reale e segretario generale della Comunione tradizionalista, centralizzando l'organizzazione nella sua squadra. Nello stesso anno organizzò l'atto di Quintillo, una dimostrazione di forza del carlismo andaluso, contro il regime repubblicano. I giornali tradizionalisti, in particolare El Siglo Futuro, lo paragonarono al condottiero gipuzkoano Tomás de Zumalacárregui.

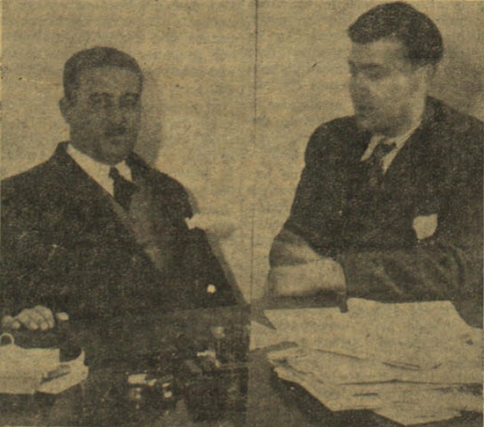
Manuel Fal Conde intervistato da Jesús Evaristo Casariego

Fal Conde è stato dietro la fondazione della Bética Printer (IBSA), un gruppo editoriale che avrebbe poi curato diversi giornali, riviste, opuscoli e altre pubblicazioni vicine al carlismo andaluso. Fu anche responsabile di un settimanale, El Observador, che sarebbe diventato il suo organo di espressione. Fal Conde fece di lui un efficace portavoce delle sue idee politiche, oltre a fungere da strumento di propaganda carlista. Inoltre, ha acquisito il quotidiano Jaen morente El Pueblo Católico e lo ha trasformato nel moderno quotidiano carlista El Eco de Jaénanche di tua proprietà.
Il 20 dicembre 1935 fu nominato capo delegato della Comunione tradizionalista da Alfonso Carlo di Borbone. Partecipò ai preparativi per l'insurrezione militare del luglio 1936, compromettendo la partecipazione del Carlismo, che intendeva realizzare un'insurrezione indipendente, dopo lunghe e complicate trattative con il generale Mola. Fu confermato in carica dopo la morte di Alfonso Carlo dal suo successore, Saverio di Borbone-Parma, il 6 ottobre 1936, e guidò la Comunione tradizionalista fino al 1955.

Durante la guerra civile spagnola dovette andare in esilio in Portogallo dopo aver tentato di creare un'Accademia militare reale carlista in cui addestrare politicamente e militarmente ufficiali requeté. Dal suo esilio portoghese si oppose al Decreto di Unificazione, inutilmente:
«... Non aveva dimenticato i carlisti. Francisco Franco invita personalmente Fal Conde, il capo carlista esiliato a Lisbona, a far parte del Consiglio nazionale della FET, nel novembre 1937. Fal Conde non accettò e l'offerta fu definitivamente ritirata il 6 marzo 1938. Il Conte di Rodezno, che seguiva in importanza Fal Conde tra i carlisti, fu nominato, nonostante tutto, Ministro della Giustizia …” 9
Dopo essere tornato in Spagna, proibì l'arruolamento dei carlisti nella Divisione Blu, cosa che costrinse le autorità a confinarlo a Ferreries (Minorca) per alcuni mesi. L'11 agosto 1955 si dimise da capo del carlismo spagnolo, abbandonando la politica attiva.
In un atto legittimista tenutosi nella città portoghese di Fatima l'8 dicembre 1967, Saverio di Borbone-Parma gli assegna il titolo di "Duca del Quintillo" a Manuel Fal Conde. Era l'unico titolo nobiliare concesso da questo principe come capo della dinastia carlista.
Ritiratosi dalla vita pubblica, Manuel Fal Conde muore a Siviglia il 20 maggio 1975, pochi mesi prima di Franco.